# UEFA Nations League (kvinder)
 For alternative betydninger, se UEFA Nations League. (Se også artikler, som begynder med UEFA Nations League)
UEFA Nations League er en fodboldturnering for kvinder, der startede i efteråret 2023.

## Struktur
Holdene fordeles på tre niveauer, navngivet League A, League B og League C, hvor holdene er fordelt i grupper med tre eller fire hold i hver.
De to øverste rækker består af fire grupper med fire hold i hver, mens nederste række (ved deltagelse af 51 hold) består af fire grupper à 4 hold og én gruppe med tre hold. Antallet vil dog variere med antallet af tilmeldte hold. Der spilles ude og hjemme mod alle modstandere.
De fire gruppevindere i League A mødes for at spille om Nations League-mesterskabet. I League A og B rykker nr. fire (og i League B én treer) i hver gruppe ned i den underliggende række, mens gruppevinderne i League B og C rykker én række op.
Der spilles også om kvalifikation til skiftevis EM og VM i forbindelse med Nations League - og hvert fjerde år desuden til OL.